# Обсерватория Томского государственного университета
Обсерватория Томского государственного университета — астрономическая обсерватория, основанная в 1923 году Николаем Горячевым в Томском Государственном Университете (ТГУ) на крыше южного крыла главного корпуса ТГУ.

## Руководители обсерватории
- 1923—1940 — Горячев Николай Никанорович (1883—1940) — основатель и первый руководитель обсерватории ТГУ, руководитель кафедры астрономии и геодезии[1]
- с 1940-го — А. А. Сивков и А. М. Лейкин
- 1950-60-е года — Н. А. Гольцева
- 1957—1960 — П. П. Астафьев и Н. А. Гольцева — возглавляли станцию наблюдений ИСЗ
- 1960—1967 — Б. Т. Харин — руководитель станции наблюдений ИСЗ АН СССР в ТГУ
- 1968—1979 — Р. Г. Лазарев — Первый заведующий лабораторией небесной механики НИИ прикладной математики и механики при ТГУ
- с 1989 г — Шефер Владимир Александрович — заведующий астрономической обсерваторией ТГУ[2][3]
- Бордовицына (дев. Воробьева) Татьяна Валентиновна (р. 28 декабря 1940, Новосибирск)

- с октября 1971 года — руководитель отдела астрометрии и небесной механики НИИ Прикладной математики и механики (при ТГУ)
- с сентября 1974 года — заведующая кафедрой астрономии и космической геодезии физического факультета
- с сентября 1979 — зав. отделом небесной механики и астрометрии НИИ ПММ при ТГУ
- с сентября 2000 — зав. каф. динамики космического полёта и спутниковой геодезии ЦИОРАН ТГУ

## История обсерватории
Обсерватория была основана летом 1923 года Горячевым Николаем Никаноровичем на кафедре астрономии и геодезии физико-математического факультета Томского государственного университета, созданной тремя годами ранее Константином Доримедонтовичем Покровским, вместе с которым Горячев в 1919 году эвакуировался в Томск из Перми. Будка-обсерватория была размещена на крыше южного крыла главного корпуса ТГУ. Основные тематики работ Горячева лежали в области покрытий звезд Луной и исследования динамики малых тел Солнечной системы. В 1957 году в связи с запуском искусственных спутников Земли (ИСЗ) Астросоветом АН СССР была организована при Томском университете станция наблюдений ИСЗ, которая проработала 10 лет. В 1960-х годах, после разделения физико-математического факультета на механико-математический и физический факультеты, кафедра астрономии и геодезии была переименована в «астрономо-геодезии» и размещена на механико-математическом факультете ТГУ. В 1968 году был открыт НИИ прикладной математики и механики ТГУ (НИИ ПММ ТГУ) и в нём лаборатория небесной механики. На протяжении последующих 20 лет в лаборатории была создана научная школа по численным методам динамики малых тел Солнечной системы под руководством профессора Бордовицыной Татьяны Валентиновны. В 80-90-х годах XX века данная структура называлась Кафедра теоретической и небесной механики ТГУ. С 1991 по 1995 год в ТГУ не было подготовки астрономов-специалистов на механико-математическом факультете. А в 1997 году на кафедре теоретической физики группой профессора Бордовицына Владимира Александровича начаты исследования по физике пульсаров. В 2001 году кафедра астрономии и космической геодезии (АиКГ) была переведена на физический факультет ТГУ. До этого набор и подготовку специалистов по специальности «Астрономия» проводили на механико-математическом факультете. На базе отдела небесной механики и астрометрии НИИ ПММ при ТГУ проводятся научно-исследовательские работы сотрудников, аспирантов и студентов кафедры астрономии и космической геодезии. В XXI веке опубликована работа под названием «Исследование динамики астероидов, метеороидных комплексов и затменных явлений на Астрономической обсерватории Томского государственного университета (РНП2.2.3.1.1537)».

## Инструменты обсерватории
- Обсерватория ТГУ:

- 90-мм апертура, Цейс с 90х увеличением наблюдения проводились в 1920-30-х годах визуально
- АВР-3 (D = 130 мм, F = 1980 мм), дает увеличение крат 100—200 (начало XXI века)

- Станция слежения за ИСЗ:
  - полевые бинокли
  - астрономические трубки
  - прибор КЗТ
  - фотографический аппарат НАФА 3С-25 (объектив «Уран-9»: D = 100 мм, F = 250 мм)

## Состав обсерватории
- Штатный состав кафедры и базового отдела: 3 доктора наук, 6 доцентов, 1 старший преподаватель, 2 научных сотрудника и 2 инженера (по состоянию на 2001 год)

## Направления исследований
Задачи XX века:
- Исследование кометных орбит
- Служба времени
- Служба широты
- Небесная механика
- Наблюдение покрытий звёзд и планет Луной (1923—1936 — Горячев на 90-мм телескопе Цейс)
- Наблюдения комет в 1920—1930-х годах[11]
- Астрометрия
- ИСЗ (1950—1960-е года)
- Вычисление эфемерид астероидов и комет, а также ИСЗ

Современные задачи:
- Алгоритмы численного моделирования динамики малых тел Солнечной системы.
- Астероиды, сближающиеся с Землей.
- Проблема образования и эволюции метеорных потоков.
- Динамика искусственных спутников Земли (ИСЗ)
- Построение областей возможных движений небесных тел.
- Проблемы моделирования излучения пульсаров

## Основные достижения
- Интеграционный метод Гаусса-Альфана-Горячева для расчёта орбиты малых тел Солнечной системы с учётом возмущений — используется в основном для расчёта эволюции шлейфов (выбросов/потоков) метеорных потоков.[12][13]

## Адрес обсерватории
- 634050, г. Томск, пр. Ленина, д.36, ТГУ, НИИ Прикладной математики и механики, каф. астрономии и космической геодезии (Обсерватория находится в главном корпусе ТГУ, левое/южное крыло)

## Интересные факты
- В 1997 году в честь Н. Н. Горячева назван астероид (5075) Горячев, открытый в Крымской астрофизической обсерватории Б. Бурнашовой, выпускницей Томского университета.
- В 1919 году в Томск был эвакуирован телескоп Цейс из обсерватории Тарту. Обратно он вернулся в 1921 году.[14]
- Томский университет — один из немногих Российских государственных университетов, готовящих специалистов по специальности «010900» — астрономия.
- В честь Бордовицыной Татьяны Валентиновны назван астероид (9262) Бордовицына
- В 50-60-х годах XX века на томской почте был адрес-код «Томск. Юпитер». При получении писем с таким адресом — их незамедлительно передавали на станцию фотографических и визуальных наблюдений искусственных спутников Земли, которая действовала в ТГУ.[15]